# Аксонометрія

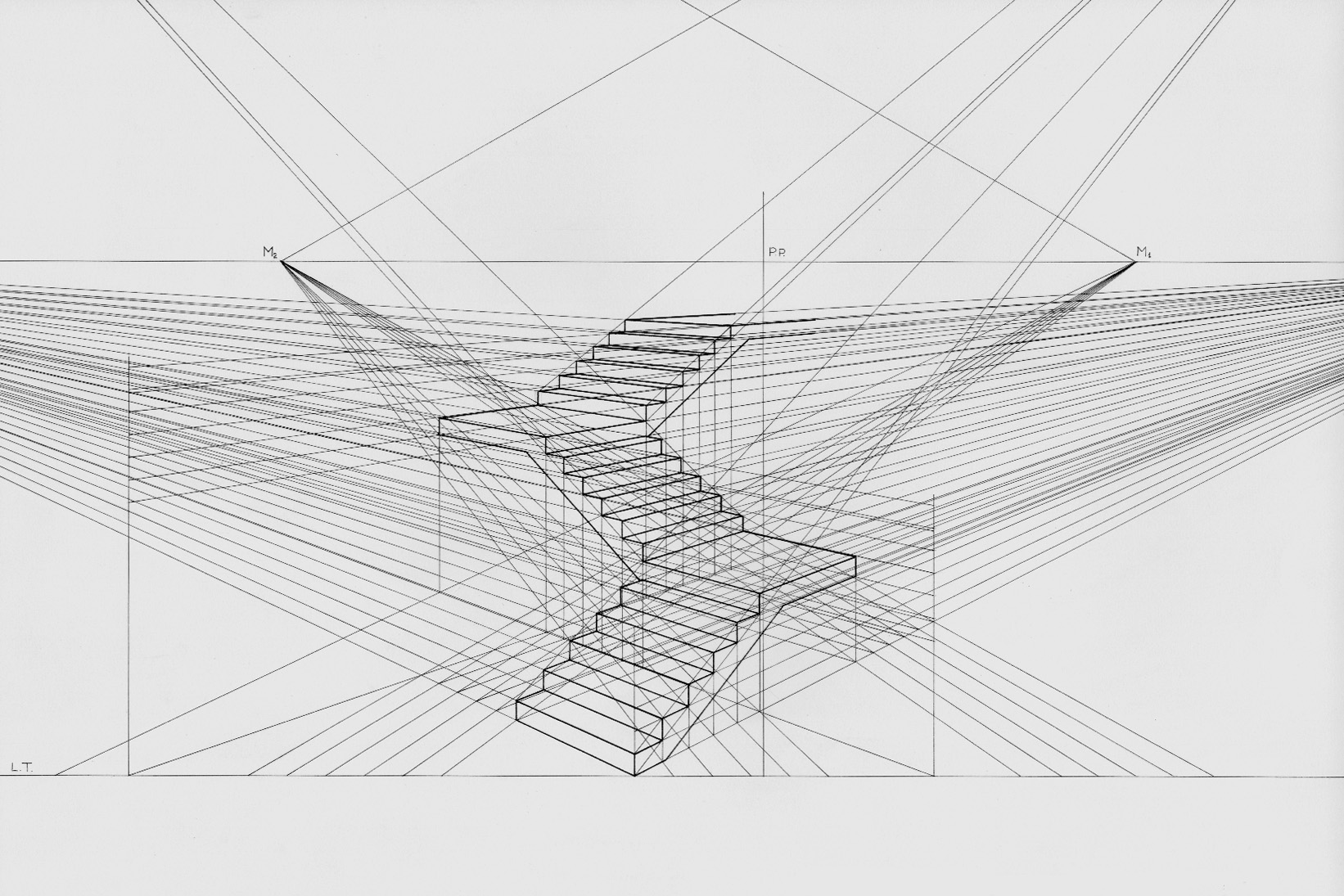
Сходи в дво-точковій перспективі

Аксонометрія (від давн. грец. ἄξων «вісь» + μετρέω «міряти») - це спосіб наочного зображення просторових форм на площині проєкцій методом паралельного проєкціювання з одержанням аксонометричних проєкцій. Різновид перспективи. При цьому умовні просторові прямокутні координати для зображуваного об'єкта беруться паралельними основним розмірам останнього. Напрямок проєкціювання визначається основними вимогами, щодо зображення об'єкта.

## Різновиди
АКСОНОМЕТРІЯ ПЛАНОВА (рос. аксонометрия плановая, англ. plan axonometry, нім. planmässig Axonometrie) — косокутне диметричне проєціювання, яке застосовується при об'ємних зображеннях складних за формою покладів корисних копалин по горизонтальних розрізах (погоризонтних планах). Останні на об'ємному графіку виконуються простим копіюванням погоризонтних планів, тобто з дотриманням умов р=1, q=1, кут хоу = 90°. Їхнє орієнтування і монтування по висоті (осі z) визначається умовою r≠1, кут zox ≠90.

## Огляд

Куб із перспективою з двома точками

Лінійна перспектива завжди має принцип зображення світла, яке проходить від сцени через уявний прямокутник (що є площиною живопису), до очей глядача, так ніби глядач дивиться через вікно і малює те, що він бачить прямо на віконному склі. Якщо дивитися на картину з тієї самої точки з якої це вікно було змальоване, намальоване зображення буде ідентично тим, що було видно через не замальоване вікно. Таким чином кожен зображений об'єкт є плоскою, зменшеною в масштабі версією об'єкта, що знаходиться з іншої сторони вікна. Оскільки кожна частина намальованого об'єкта лежить на прямій лінії від ока спостерігача до еквівалентної частини реального об'єкта, яке він зображує, споглядач не бачить ніякої різниці (в сенсі сприйняття глибини) між намальованою сценою на поверхні вікна і реальною сценою.
В усіх перспективних зображеннях передбачають, що споглядач знаходиться на певній відстані від малюнку. Об'єкти масштабуються відносно цього глядача. Оскільки об'єкт часто масштабується не рівномірно: коло виглядає еліпсом, квадрат може виглядати трапецією. Цей ефект викривлення називається ракурсом.
Перспективні зображення мають горизонтальну лінію, яку часто мають на увазі. Ця лінія знаходиться прямо проти очей глядача і яка представляє об'єкти які знаходяться далеко в безмежності. Вони зменшуються із відстанню до товщини лінії на нескінченності. Він є аналогічним (і називається так само) до горизонту Землі.
Будь-яке перспективне зображення сцени, яке містить паралельні прямі має одну або більше зникому точку. Зображення із одною точкою перспективи означає, що малюнок має лише одну зникому точку, зазвичай (хоча не обов'язково) прямо навпроти очей спостерігача і як правило (хоча також не обов'язково) на лінії горизонту. Всі прямі паралельні із лініює зору спостерігача прямують до горизонту в напрямку цієї зникомої точки. Це є типовим феноменом "убуваючих залізничних колій". Зображення із двох точок будуть мати лінії паралельні до двох різних кутів. Будь-яка кількість зникомих точок можлива при зображенні, по одній для кожного набору паралельних прямих, які розташовані під кутом до площини малюнка.
Перспективи, що містять багато паралельних ліній зазвичай дуже часті при зображенні архітектури (в архітектурі часто використовують лінії паралельні до осей x, y, і z). Оскільки дуже рідко зустрічаються сцени, які складаються лише з ліній що паралельні трьом Декартовим осям (x, y, і z), на практиці рідко можна побачити перспективи лише з однією, двома, або трьома зникомими точками; навіть простий будинок часто має нахилений дах із кутами, що приводить як мінімум до шести наборів паралельних ліній, в результаті що відповідатиме до шести зникомих точок.
Для порівняння, сцени природи часто не мають ніяких наборів паралельних ліній і таким чином не мають зникомих точок.

### Рання історія
В найперших художніх картинах зазвичай зображали розмір багатьох об'єктів і персонажів ієрархічно відповідно до їх художньої і тематичної важливості, а не відповідно до їх відстані від спостерігача, і не використовували ракурсу. Найбільш важливі фігури часто зображалися найбільшими в композиції, часто із ієратичних мотивів, що приводило до так званої «вертикальної перспективи», типової для мистецтва Стародавнього Єгипту, де група фігур, що знаходяться «ближче», зображується нижче більшої фігури або фігур. Єдиним методом показати відносне розміщення елементів в композиції було накладання їх поверх один одного, яке багато вживається в таких роботах, як Мармури Парфенона.

### Історія

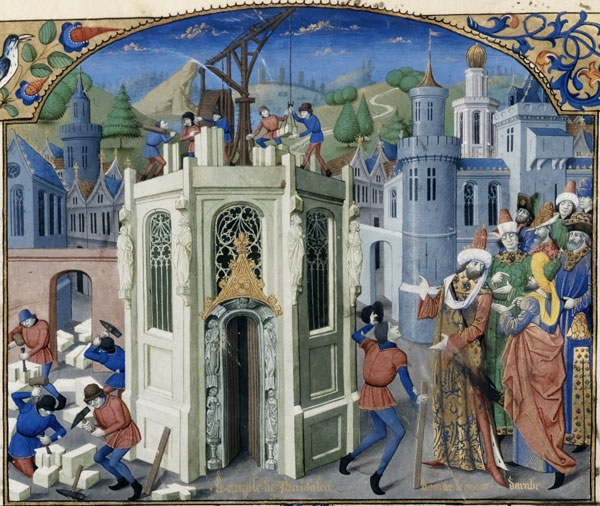
Ілюстрація 15-го століття із перекладу давньофранцузькою мовою книги Вільгельма Тірського Histoire d'Outremer

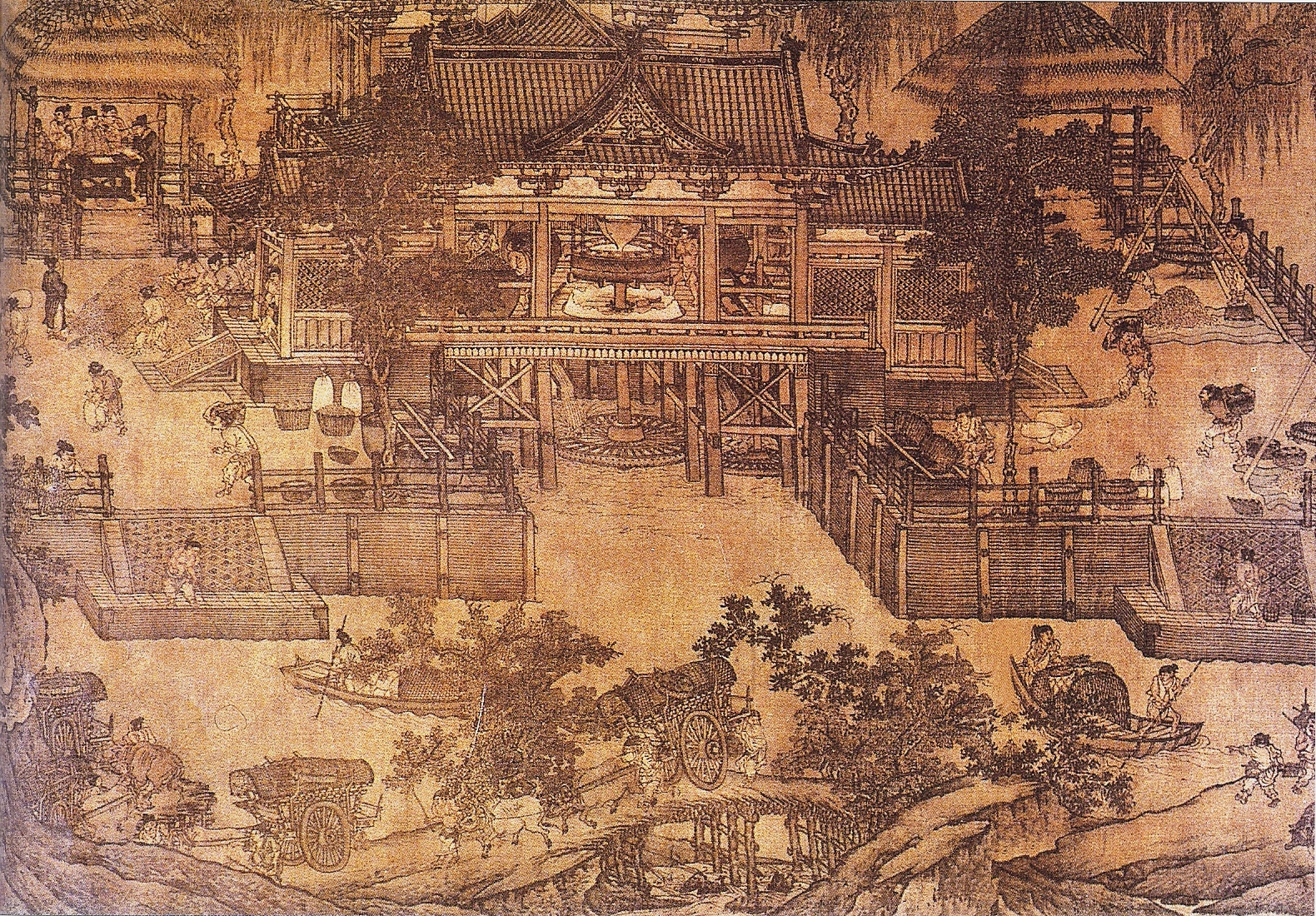
Акварель періоду Династії Сун із зображенням млину з косою перспективою, 12-те століття

Китайські художники використовували похилу перспективу із першого або другого століття до 18-го століття. Не відомо остаточно, як вони прийшли до використання такої техніки; деякі дослідники вважають, що вони запозичили цю техніку із Індії, яку вона отримала із Стародавнього Риму. Похилу проєкцію також можна зустріти в японському мистецтві, наприклад, у картинах Укійо-е Торії Кійонага (1752–1815). В 18-му столітті китайські художники почали поєднувати похилу перспективу з постійним зменшенням розміру людей і об'єктів із відстанню; ніякої окремої точки спостереження не обиралося, але переконливого ефекту було досягнуто.
Систематичні спроби розвинути систему перспективи, як вважають, почалися в приблизно п'ятому столітті до н.е. з мистецтва Давньої Греції, що було частиною зростаючого інтересу до ілюзіонізму, пов'язаного із театральними пейзажами. Це було детально описано у Аристотеля' в творі Поетика як скенографія: де використовувалися пласкі панелі на сцені і створювався ефект глибини. Філософи Анаксагор і Демокріт розробили геометричні теорії перспективи для застосування в скенографії. Демокріт мав картини в своєму будинку, розроблені за допомогою скенографії, тому це мистецтво не обмежувалося лише застосуванням для оздоблення сцен. Евклідова Оптика представила математичну теорію щодо перспективи, проте існує певна дискусія щодо того, наскільки Евклідова перспектива збігається із сучасним математичним визначенням.

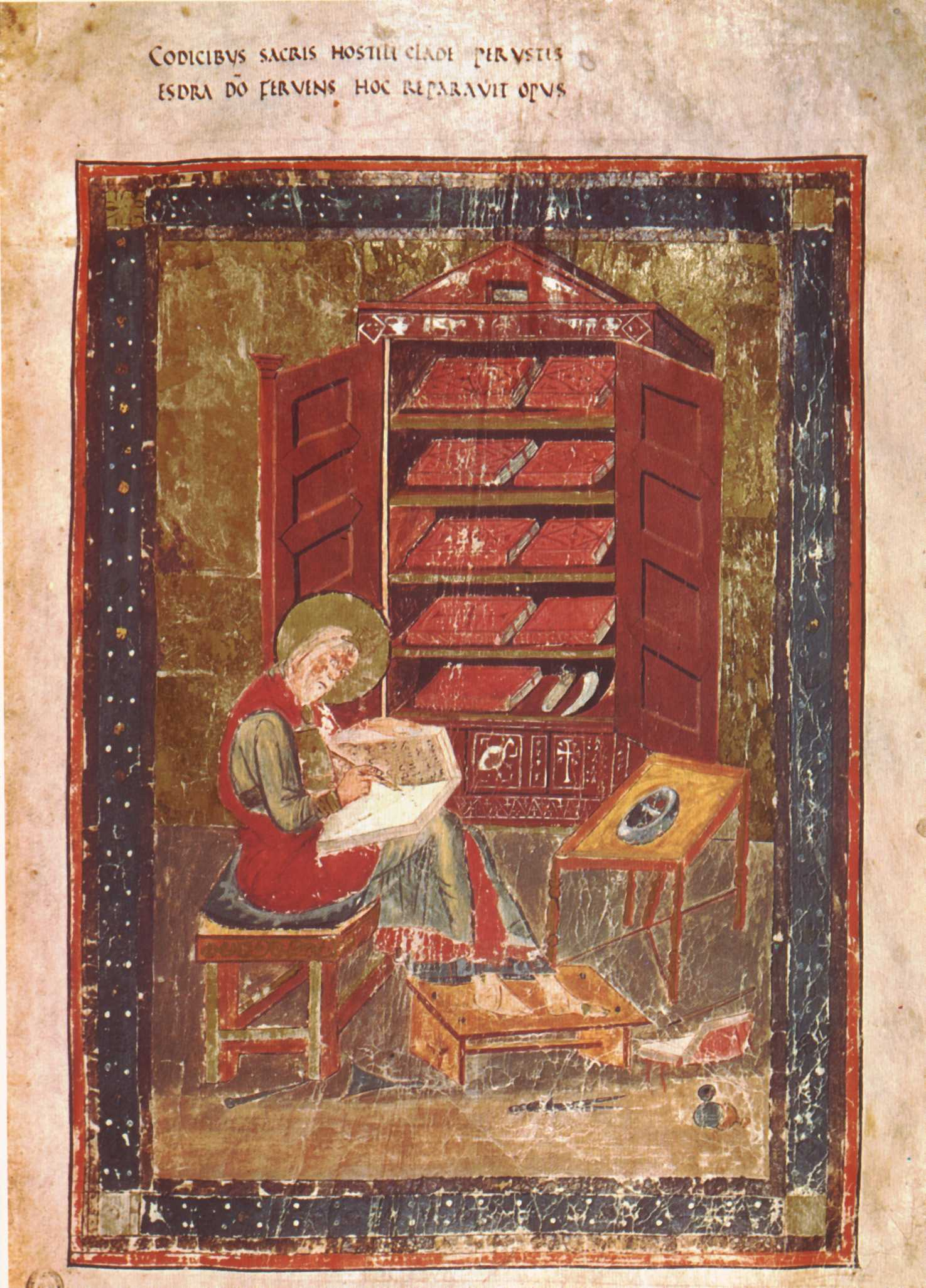
Аміатинський кодекс (Codex Amiatinus) (VII століття). Портрет Ездри, з фоліо 5r на початку Старого Заповіту

До пізніх періодів античності, художники, особливо ті, що мали менш популярні традиції, були добре обізнані в тому, що віддалені об'єкти можна показувати меншими ніж ті, що поблизу, для більшого реалізму, але чи використовувалася  в роботах ця конвенція, в дійсності залежало від багатьох факторів.
Деякі картини, знайдені серед руїн Помпеї демонструють чудовий реалізм і перспективу для їх часу. Вважається, що складні системи перспективи розвивалися в античності, але більшість вчених заперечують це. Навряд чи якась кількість із багатьох робіт, де б використовувалася така система, вижили. Уривок із книги Філострата стверджує, що класичні митці і теоретики думали за допомогою "кіл", що знаходяться на однаковій відстані від глядача, як в класичному напівкруглому театрі, який видно зі сцени. Бруси покрівлі в кімнатах Ватиканському Вергілі, приблизно з 400 р. н.е., більш-менш демонструють зближення у спільну зникому точку, але це ніяк систематично не пов'язано з рештою композиції. В пізній період античності використання перспективних технік стало менш популярним. В мистецтві нових культур періоду великого переселення народів не було традиції із створення композицій із великою кількістю фігур, а мистецтво раннього середньовіччя розвивалося повільно і не послідовно в переосмисленні конвенції з класичних моделей, хоча цей процес можна розглядати в розвитку Каролінзького мистецтва.

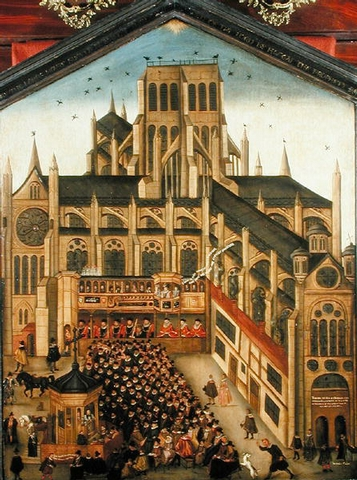
Геометрично неправильна спроба перспективи в картині 1614 р. Старий собор Святого Павла. (Society of Antiquaries)

Багато картин і малюнків в середньовіччі демонструють аматорські спроби в проєктуванні меблів, де паралельні лінії вдало зображені в ізометричній проєкції або не паралельними, або без єдиної точки зникнення.
Середньовічні митці в Європі, так само як в ісламському світі та Китаї, були обізнані про загальний принцип зміни відносних розмірів елементів відповідно до відстані, але навіть в більшій мірі, ніж класичні митці, були готові відхилятися від цього з інших причин. Будинки часто зображалися  похилими відповідно до певних конвенцій. Використання ускладнених спроб передачі відстані постійно зростали під час цього періоду, але без систематичної теоретичної основи. У Візантійському мистецтві митці були знайомі з цими принципами, але також мали конвенцію оберненої перспективи для виділення основних фігур.

### Відродження: Основи математики
Близько 1413 року сучасник Гіберті, Філіппо Брунеллескі, продемонстрував геометричний метод перспективи, який використовується сьогодні митцями, малюючи контури різних Флорентійських будівель на дзеркалі. Продовжуючи контури будівель, він помітив, що всі лінії сходяться на лінії горизонту. За словами Вазарі, згодом він влаштував демонстрацію своєї картини Баптистерії на незавершеному вході в Дуомо. Він змушував глядача дивитися через невеликий отвір на задній частині картини, повернутої в сторону Баптистерії. Потім він підставляв дзеркало, звернене до глядача, яке відбивало картину. Для глядача, картина Баптистерії і сама будівля майже не відрізнялися нічим.

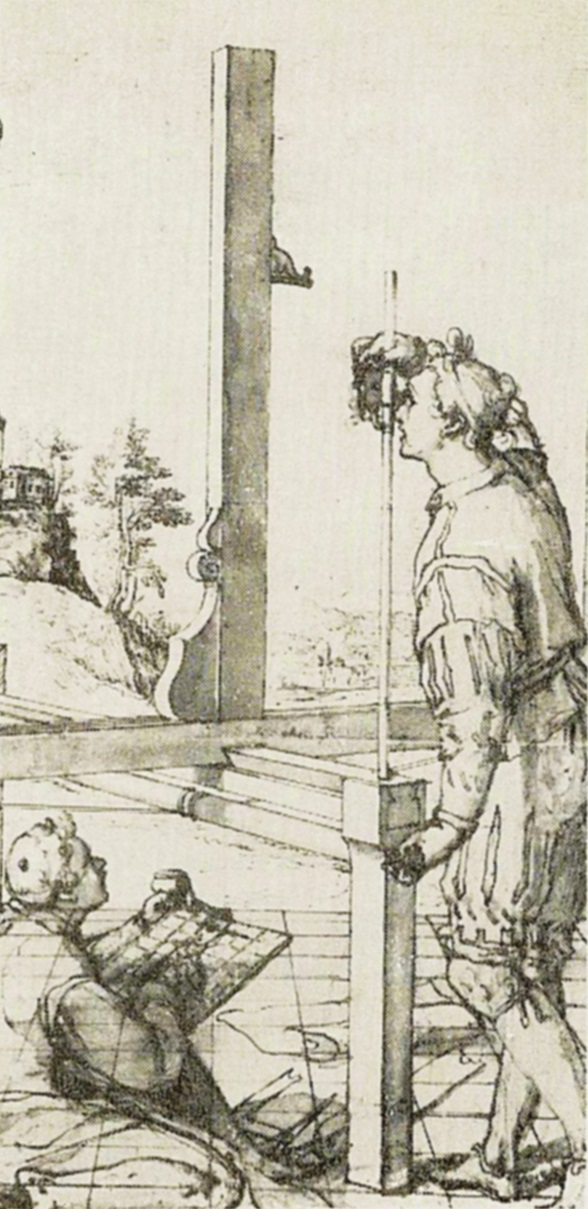
Два художники вивчають перспективу. Малюнок Федеріко Цуккарі, 1609

Незабаром, майже кожен художник у Флоренції і Італії використовував перспективу в своїх картинах, зокрема Паоло Учелло, Мазоліно да Панікале і Донателло. Донатело почав зображати вишукані підлоги з шахової дошки у простих яслах при малюванні народження Христа. Хоча це не є історично правдивим, ці шахоподібні підлоги відповідали основним законам геометричної перспективи: лінії сходилися приблизно в одну зникому точку, і були графічно визначені інтервали, з якими горизонтальні лінії зближуються з віддаленям. Це також стало невід’ємною частиною мистецтва Кватроченто. Мелоццо да Форлі вперше використав техніку висхідного ракурсу (в Римі, Лорето, Форлі та інші), і прославився цим. Перспектива не була лише способом зображення глибини, вона також була новим методом композиції в картинах. Художники почали показувати єдину, суцільну сцену, а не комбінацію із декількох.

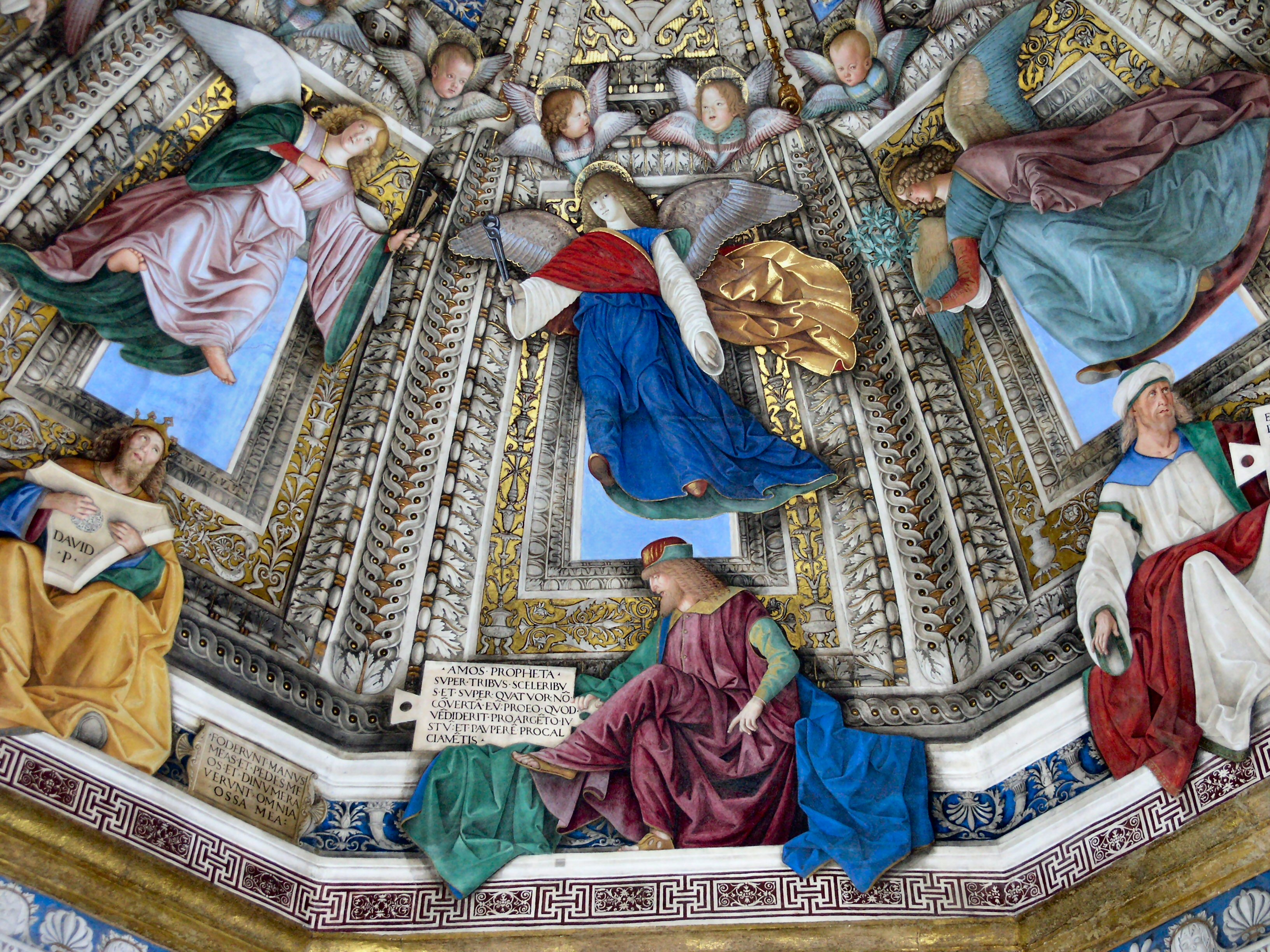
Мелоццо да Форлі використовує ракурс угору у своїх фресках в Лорето

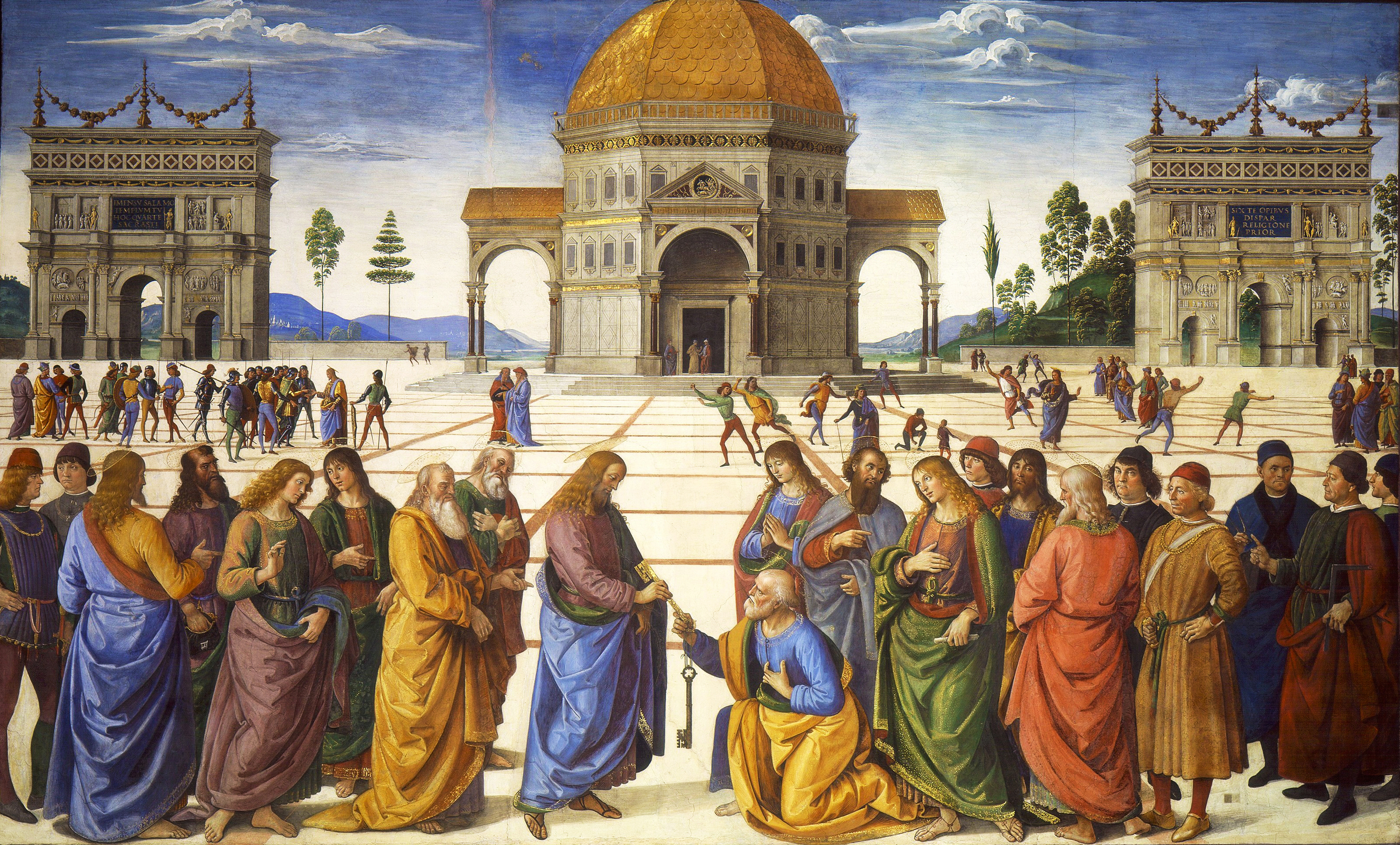
П'єтро Перуджино використовує перспективу в своїй фресці в Сикстинській капелі (1481–82) що допомогло принести епоху Відродження в Рим.

Як показало швидке розповсюдження точних перспективних картин у Флоренції, Брунеллескі ймовірно зрозумів (із допомогою його друга математика Тосканеллі), але не опублікував, математичний зміст перспективи. Десятиліттями пізніше, його друг Леон-Баттіста Альберті написав De pictura (1435/1436), трактат про правильні методи відображення відстані в малюванні. Основною метою Альберті було не показати математику в термінах конічних проєкцій, ак це насправді виглядає для ока. Замість того, він сформулював теорію основану на планарних проєкціях, як промені світла що проходять через точки від ока людини до ландшафту, перетинають площину зображення (картини). Тоді він мав можливість порахувати видиму висоту віддаленого об'єкта із використанням двох подібних трикутників. Математика що пояснює подібні трикутники є відносно простою, і за довго до того була сформульована Евклідом. Якщо дивитися на стіну, наприклад, одна вершина першого трикутника знаходитиметься в оці людини, а дві інші вершини у верхній і нижній частині стіни. Висота цього трикутника дорівнює відстані від глядача до стіни. Другий, подібний трикутник, має точку в оці людини, а його довжина дорівнює відстані ока людини від картини. Висоту другого трикутника можна визначити простою пропорцією, як це було доведено Евклідом. Альберті також вивчав науку про оптику в школі Падуї і був під впливом Бьяджіо Пелакані да Парма який вивчав Книгу про оптику Альхайсена
П'єро делла Франческа працював над своєю книгою Della Pittura в  трактаті De Prospectiva Pingendi у 1470-их. Альберті обмежився фігурами на горизонтальній поверхні і дав загальний базис перспективи. Делла Франческа виправив це, повністю освітлюючи як виглядатимуть суцільні тіла в будь-якій частині зображення. Делла Франческа також розпочав нині загальну практику використанні ілюстрованих фігур, для пояснення математичних концепцій, що дає легше зрозуміти його трактат ніж пояснення Альберті. Делла Франческа також був першим, хто точно намалював правильний багатогранник і як він має виглядати в перспективі. Робота De divina proportione (Про божественну пропорцію) Луки Пачолі 1509, ілюстрована Леонардо да Вінчі, підсумувала використання перспективи в живописі.
Перспектива деякий час залишалася в межах Флоренції. Ян ван Ейк, серед інших, не зміг створити узгоджену структуру ліній, що сходяться в своїх картинах, як в картині лондонському портреті подружжя Арнольфіні, оскільки він не був обізнаним в теоретичних проривах, що тільки недавно відбулися в Італії. Але тим не менш він досяг дуже тонкого ефекту від маніпулювання масштабом в його інтер'єрах. Поступово, частково завдяки руху академій мистецтва, Італійські техніки стали частиною навчання митців по всій Європі, а згодом в інших частинах світу.
Кульмінацією цих традицій ренесансу є остаточний синтез в дослідженнях архітектора 17-го століття, геометра та оптика Жерара Дезарга, з перспективи, оптики і проєктивної геометрії. Згодом розвиток проєктивної геометрії, в 19-му і 20-му століттях, привів до розвитку аналітичної геометрії, алгебраїчної геометрії, теорії відносності і квантової механіки.

### Теперішній час: Комп'ютерна графіка
В тривимірних комп'ютерних іграх і трасуванні променів часто використовують модифіковану версію перспективи. Як і художники, комп'ютерна програма як правило не займається кожним променем світла в сцені. Замість того, програма імітує промені світла, які проходять назад від монітора (один на кожен піксель), і перевіряє з чим вони перетинаються. Таким чином, програмі не треба розраховувати траєкторії мільйонів променів світла, що проходять від джерела світла, потрапляють на об'єкт, і потрапляють до глядача.
CAD системи, і деякі комп'ютерні ігри (особливо ігри, що використовують 3-D полігони) використовують лінійну алгебру, зокрема операції з матрицями аби прорахувати і створити відчуття перспективи. Сцена є набором з точок, а ці точки проєктуються на площину (екран комп'ютера), що знаходиться перед точкою спостереження (очима глядача). Задачею перспективи є знаходження відповідних координат точок на площині, які відповідають точкам сцени. За допомогою теорії лінійної алгебри, операцій з матрицями напряму розраховуються бажані координати, таким чином уникаючи використання методів нарисної геометрії, яка використовується при перспективному зображенні.